# J. Campbell Cantrill

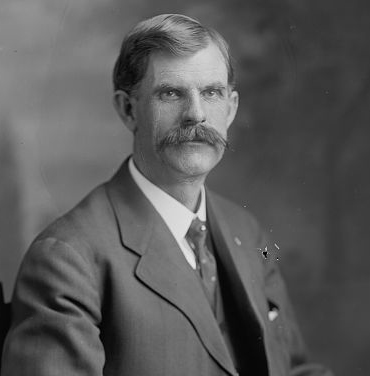
J. Campbell Cantrill

James Campbell Cantrill (* 9. Juli 1870 in Georgetown, Kentucky; † 2. September 1923 in Louisville, Kentucky) war ein US-amerikanischer Politiker. Zwischen 1909 und 1923 vertrat er den Bundesstaat Kentucky im US-Repräsentantenhaus.

## Werdegang
Campbell Cantrill war der Sohn von James E. Cantrill (1839–1908), der zwischen 1879 und 1883 Vizegouverneur von Kentucky war. Er besuchte die öffentlichen Schulen seiner Heimat sowie das Georgetown College. Danach studierte er an der University of Virginia in Charlottesville. Nach seiner Ausbildung arbeitete Cantrill bis zu seinem Tod in der Landwirtschaft. Politisch wurde er Mitglied der Demokratischen Partei. Im Jahr 1895 war er deren Vorsitzender im Scott County. In den Jahren 1897 und 1899 wurde Cantrill in das Repräsentantenhaus von Kentucky gewählt. Zwischen 1901 und 1905 gehörte er dem Staatssenat an. 1904 wurde er für die Kongresswahlen nominiert. Cantrill lehnte diese Nominierung aber ab. Im selben Jahr war er Delegierter zur Democratic National Convention in St. Louis, auf der Alton B. Parker als Präsidentschaftskandidat nominiert wurde. Im Jahr 1908 wurde Cantrill Präsident der Farmervereinigung Society of Equity in Kentucky.
Bei den Kongresswahlen des Jahres 1908 wurde er im siebten Wahlbezirk seines Staates in das US-Repräsentantenhaus in Washington, D.C. gewählt, wo er am 4. März 1909 die Nachfolge von William P. Kimball antrat. Nach sieben Wiederwahlen konnte er bis zu seinem Tod im Jahr 1923 im Kongress verbleiben. In diese Zeit fiel der Erste Weltkrieg. Außerdem wurden zwischen 1913 und 1920 der 16., der 17., der 18. und der 19. Verfassungszusatz ratifiziert. Zwischen 1915 und 1919 war Cantrill Vorsitzender des Committee on Industrial Arts and Expositions.
Im Jahr 1923 wurde er von seiner Partei als Kandidat für die Gouverneurswahl in Kentucky nominiert. Cantrill starb jedoch während des folgenden Wahlkampfes am 2. September 1923. Sein Abgeordnetenmandat fiel nach einer Sonderwahl an Joseph W. Morris.